# Eleanor
Eleanor – miasto w Stanach Zjednoczonych, w stanie Wirginia Zachodnia, w hrabstwie Putnam.